# Stratification (agriculture)
Pour les articles homonymes, voir Stratification.

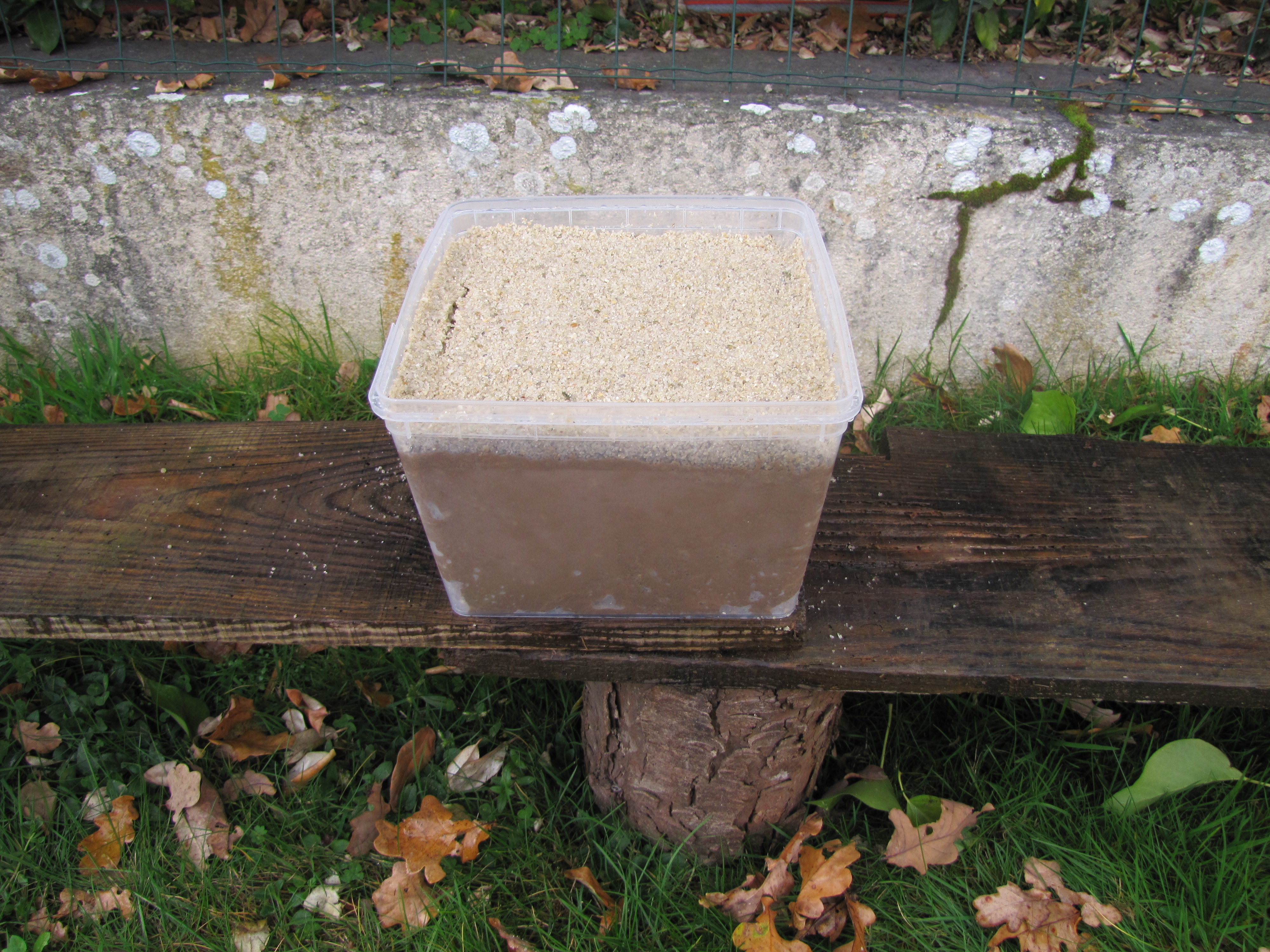
Stratification à froid de pépins

La stratification est une technique utilisée en agriculture et en horticulture pour lever la dormance des semences. En exposant les graines à l'humidité et au chaud ou au froid, ou parfois encore à une séquence alternée de températures spécifiques, ce processus simule les conditions naturelles nécessaires à la germination. 
La stratification à froid peut être réalisée à l'extérieur pendant l'hiver, ou en chambre froide. Les semences sont souvent mélangées à un substrat humide, comme le sable, la tourbe ou la perlite. La durée du séjour varie de quelques semaines à plusieurs mois en fonction des espèces et des cultivars.